# Lenin-dal
A Lenin-dal vagy Lenin-gyászinduló egy orosz eredetű munkásmozgalmi dal. A zene eredete ismeretlen, valószínűleg régi orosz népdal, eredeti orosz szövegét Grigorij Macstet írta, míg magyar szövegét „A rablánc a lábon nehéz volt…” kezdettel Rossa Ernő és Szabó Miklós írta. A Munkás gyászinduló mellett a munkásmozgalom másik nagy gyászindulója.

## Eredete
A zene szerzője, előzménye ismeretlen. Legrégebbi felbukkanása Beethoven 8. vonósnégyesének 3. Allegretto tételének második Maggiore – Theme russe szakasza. Beethoven 7-8-9. vonósnégyesét (Op. 59.) Andrej Razumovszkij gróf, az Orosz Birodalom bécsi nagykövetének megrendelésére írta 1806-ban, s patrónusa kedvéért orosz motívumokat is beleszőtt az említett tételbe.
A dal Замучен тяжёлой неволей (A nehéz rabságban eltörődve) kezdetű orosz szövegét Револуционный труарный марш (Forradalmi gyászinduló) címmel Grigorij Macstet írta 1876-ban börtönben elhunyt narodnyik forradalmártársa temetésére. A temetésre hatalmas békés tüntetés szerveződött, s ennek hatására terjedt el a dal Oroszországban, majd külföldön is.

## Feldolgozások, külföldi változatok
Jiddis nyelvű szövegét David Edelstadt oroszországi születésű amerikai anarchista és jiddis nyelvű költő írta אין קאַמף (In Kamf, A harcban) címmel 1889-ben, és az amerikai zsidó munkásmozgalom himnuszává vált. Ennek angol nyelvű fordítását 1906-ban publikálták.
Ernst Busch német kommunista színművész az 1920-as években fordította németre és ott is kedvelt mozgalmi dallá vált.